# アントニオ・デ・ラ・トーレ
アントニオ・デ・ラ・トーレ・マルティン（スペイン語: Antonio de la Torre Martín, 1968年1月18日 - ）は、スペイン・マラガ出身の俳優・ジャーナリスト。ゴヤ賞の主演男優賞と助演男優賞を1度ずつ受賞している。

## 経歴
1968年にアンダルシア地方のマラガ県マラガに生まれた。マドリード・コンプルテンセ大学ではジャーナリズムの学位を取得した。カナール・スール ラジオでは週末のスポーツニュースを担当し、カナール・スール・テレビでも働いた。ジャーナリストとして働く傍らで、定期的にマドリードに赴いていくつかの演劇講座で学び、さらにクリスティーナ・ロタの演劇演技学校で学んだ。1994年のエミリオ・マルティン・ラサロ監督作『Los peores años de nuestra vida』で映画デビュー。テレビではミニシリーズ『Padre Coraje』、『El Loren』、『Lleno por favor』などに出演して活躍している。
長編映画のほかに頻繁に短編映画にも出演しており、その発端は2003年にダニエル・サンチェス・アレバロ監督の『Profilaxis』に出演したことだった。2006年にはサンチェス・アレバロ監督の長編『漆黒のような深い青』（『蒼ざめた官能』）に出演し、ゴヤ賞（助演男優賞）を初受賞した。
アレックス・デ・ラ・イグレシア監督作品の常連でもあり、1999年の『どつかれてアンダルシア (仮)』、2000年の『みんなのしあわせ』では助演を務めているし、2010年の『気狂いピエロの決闘』ではゴヤ賞の主演男優賞にノミネートされた。2006年にはペドロ・アルモドバル監督の『ボルベール〈帰郷〉』に出演し、娘に包丁で刺される父親を演じた。
2008年にはスペイン国立演劇センターの『La taberna fantástica』（アルフォンソ・サストレ作、ヘラルド・マリャ演出）で舞台デビューした。2009年には再びサンチェス・アレバロ監督作『デブたち』に出演し、役作りで33kgも体重を増やした。この作品で再びゴヤ賞（主演男優賞）にノミネートされた。その後、『La isla interior』（2009年）、ロペ・デ・ベガの伝記映画で再びサンチェス・アレバロと共同した『Lope』（2010年）などが知られている。
2012年のゴヤ賞では『UNIT 7 ユニット7/麻薬取締第七班』の演技で主演男優賞に、『インベーダー・ミッション』の演技で助演男優賞にノミネートされたが、どちらも受賞を逃した。2013年のゴヤ賞では『カニバル』の演技で主演男優賞に、『La gran familia española』の演技で助演男優賞に、2年連続で2部門にノミネートされたが、やはり受賞を逃している。
2014年にはアルベルト・ロドリゲス監督作『マーシュランド』でゴヤ賞助演男優賞にノミネートされた。ラウール・アレバロの初監督作品である2016年の『静かなる復讐』でもゴヤ賞主演男優賞にノミネートされた。2018年にはロドリゴ・ソロゴイェン監督の『El reino』でゴヤ賞主演男優賞を受賞した。

## 出演作品

### 映画
| - La trinchera infinita (2019) - El plan (2019) - El reino (2018) - La noche de 12 años (2018) - El autor (2017) - Abracadabra (2017) - Algo muy gordo (2017) - ゴッド・セイブ・アス マドリード連続老女強姦殺人事件 Que Dios nos perdone (2016) - 静かなる復讐 Tarde para la ira (2016) - Emu plains (2015) - Hablar (2015) - Felices 140 (2015) - マーシュランド La isla mínima (2014) - カニバル Caníbal (2013) - La gran familia española (2013) - アイム・ソー・エキサイテッド! Los amantes pasajeros (2013) - インベーダー・ミッション Invasor (2012) - UNIT 7 ユニット7/麻薬取締第七班 Grupo 7 (2012) - 刺さった男 La chispa de la vida (2011) - マルティナの住む街 Primos (2011) - Carne de neón (2011) - 気狂いピエロの決闘 Balada triste de trompeta (2010) - Lope (2010) - La isla interior (2010) - デブたち Gordos (2009) - Los años desnudos (2008) - チェ 39歳 別れの手紙 Che: Guerrilla (2008) - Una palabra tuya (2008) - Cobardes(2007) - El prado de las estrellas (2007) | - Salir pitando (2007) - Mataharis (2007) - Traumatología (2007) - Tocata y fuga (2006) - 漆黒のような深い青 AzulOscuroCasiNegro (2006) - ボルベール〈帰郷〉 Volver (2006) - En el hoyo (2006) - El calentito (2005) - Otra vida (2005) - El asombroso mundo de Borjamari y Pocholo (2004) - El séptimo día (2004) - Física II (2004) - Días de fútbol (2003) - El oro de Moscú (2003) - Una pasión singular (2003) - Profilaxis (2003) - Te doy mis ojos (2003) - El robo más grande jamás contado (2002) - Poniente (2002) - X (2002) - Manolito Gafotas en ¡Mola ser jefe! (2002) - Torrente 2: Misión en Marbella (2001) - みんなのしあわせ La comunidad (2000) - Flores de otro mundo (1999) - どつかれてアンダルシア (仮) Muertos de risa (1999) - Entre las piernas (1999) - トレンテ -ハゲ! デブ! 大酒飲みの女好き! 超・肉食系スーパーコップ Torrente (1999) - ビースト 獣の日 El día de la bestia (1995) - Hola, ¿estás sola? (1995) - Los peores años de nuestra vida (1994) |

### テレビ
| - ナイト・マネジャー(2016) - Clara Campoamor, la mujer olvidada (2011) - Aída (2007) - La habitación del niño (2006) - El comisario (2000, 2006) | - Los 80 (2004) - Padre coraje (2002) - Hospital Central (2002) - Turno de oficio: Diez años después (1996) - Lleno, por favor (1993-1994) |

### 劇場
- Grooming (2012)
- La taberna fantástica (2008)

### ラジオ
- カナル・スール・ラジオ
- カデーナ・セール
- スペイン国営ラジオ

## 受賞とノミネート
出典はインターネット・ムービー・データベース(IMDb)
 ゴヤ賞
| 年度 | 部門       | 作品                            | 結果       |
| ---- | ---------- | ------------------------------- | ---------- |
| 2019 | 助演男優賞 | La trinchera infinita           | ノミネート |
| 2018 | 主演男優賞 | El reino                        | 受賞       |
| 2018 | 助演男優賞 | La noche de 12 años             | ノミネート |
| 2017 | 主演男優賞 | Abracadabra                     | ノミネート |
| 2017 | 助演男優賞 | El autor                        | ノミネート |
| 2016 | 主演男優賞 | 静かなる復讐                    | ノミネート |
| 2014 | 助演男優賞 | マーシュランド                  | ノミネート |
| 2013 | 主演男優賞 | カニバル                        | ノミネート |
| 2013 | 助演男優賞 | La gran familia española        | ノミネート |
| 2012 | 主演男優賞 | UNIT 7 ユニット7/麻薬取締第七班 | ノミネート |
| 2012 | 助演男優賞 | インベーダー・ミッション        | ノミネート |
| 2010 | 主演男優賞 | 気狂いピエロの決闘              | ノミネート |
| 2009 | 主演男優賞 | デブたち                        | ノミネート |
| 2006 | 助演男優賞 | 漆黒のような深い青              | 受賞       |

 スペイン俳優組合賞
| 年度 | 部門           | 作品                            | 結果       |
| ---- | -------------- | ------------------------------- | ---------- |
| 2014 | 映画助演男優賞 | マーシュランド                  | ノミネート |
| 2013 | 映画主演男優賞 | カニバル                        | 受賞       |
| 2013 | 映画助演男優賞 | La gran familia española        | ノミネート |
| 2012 | 映画主演男優賞 | UNIT 7 ユニット7/麻薬取締第七班 | 受賞       |
| 2011 | 映画助演男優賞 | マルティナの住む街              | 受賞       |
| 2010 | 映画助演男優賞 | Lope                            | 受賞       |
| 2009 | 映画主演男優賞 | デブたち                        | ノミネート |
| 2007 | 映画助演男優賞 | Mataharis                       | ノミネート |
| 2006 | 映画助演男優賞 | 漆黒のような深い青              | 受賞       |

 メストレ・マテオ賞
| 年度 | 部門       | 作品                     | 結果       |
| ---- | ---------- | ------------------------ | ---------- |
| 2012 | 助演男優賞 | インベーダー・ミッション | ノミネート |

 ホセ・マリア・フォルケ賞
| 年度 | 部門       | 作品                            | 結果       |
| ---- | ---------- | ------------------------------- | ---------- |
| 2013 | 主演男優賞 | カニバル                        | ノミネート |
| 2012 | 主演男優賞 | UNIT 7 ユニット7/麻薬取締第七班 | ノミネート |

 スペイン映画批評家協会賞
| 年度 | 部門       | 作品                            | 結果       |
| ---- | ---------- | ------------------------------- | ---------- |
| 2013 | 主演男優賞 | カニバル                        | ノミネート |
| 2012 | 主演男優賞 | UNIT 7 ユニット7/麻薬取締第七班 | 受賞       |
| 2012 | 助演男優賞 | インベーダー・ミッション        | ノミネート |
| 2008 | 助演男優賞 | Una palabra tuya                | 受賞       |

 フェロス賞
| 年度 | 部門       | 作品     | 結果 |
| ---- | ---------- | -------- | ---- |
| 2013 | 主演男優賞 | カニバル | 受賞 |

 サン・ジョルディ映画賞
| 年度 | 部門             | 作品               | 結果 |
| ---- | ---------------- | ------------------ | ---- |
| 2010 | スペイン人男優賞 | 気狂いピエロの決闘 | 受賞 |

 トゥリア賞
| 年度 | 部門   | 作品               | 結果 |
| ---- | ------ | ------------------ | ---- |
| 2011 | 男優賞 | 気狂いピエロの決闘 | 受賞 |

 トゥールーズ・スペイン映画祭
| 年度 | 部門       | 作品               | 結果 |
| ---- | ---------- | ------------------ | ---- |
| 2006 | 主演男優賞 | 漆黒のような深い青 | 受賞 |

 モンテカルロ・コメディ映画祭
| 年度 | 部門   | 作品     | 結果 |
| ---- | ------ | -------- | ---- |
| 2009 | 男優賞 | デブたち | 受賞 |

 バダホス・イベリア映画祭
| 年度 | 部門   | 作品       | 結果 |
| ---- | ------ | ---------- | ---- |
| 2004 | 男優賞 | Profilaxis | 受賞 |

 アンダルシア映画批評家協会賞(ASECAN)
| 年度 | 部門       | 作品               | 結果 |
| ---- | ---------- | ------------------ | ---- |
| 2011 | 映画男優賞 | 気狂いピエロの決闘 | 受賞 |
| 2010 | 映画男優賞 | デブたち           | 受賞 |

 ムーラ短編映画コンペ
| 年度 | 部門   | 作品       | 結果 |
| ---- | ------ | ---------- | ---- |
| 2004 | 男優賞 | Profilaxis | 受賞 |

 ブエノスアイレス・ラテンアメリカ映画・ビデオ祭
| 年度 | 部門       | 作品       | 結果 |
| ---- | ---------- | ---------- | ---- |
| 2003 | 短編男優賞 | Profilaxis | 受賞 |

 ソリア市国際短編映画コンクール
| 年度 | 部門       | 作品       | 結果 |
| ---- | ---------- | ---------- | ---- |
| 2003 | 主演男優賞 | Profilaxis | 受賞 |

 セビリア・ヨーロッパ映画祭
| 年度 | 部門   | 結果 |
| ---- | ------ | ---- |
| 2009 | RTVA賞 | 受賞 |